# Спасатель (фильм, 1980)
«Спасатель» — фильм режиссёра Сергея Соловьёва.
Фильм является второй частью трилогии Сергея Соловьёва, начатой фильмом «Сто дней после детства» и законченной «Наследницей по прямой».

## Сюжет
Фильм рассказывает о двух днях из жизни провинциального городка.
Спасатель Виля (Вильгельм) Тишин, работающий на станции ОСВОД, собирается уходить в армию. Его мать хочет торжественно отметить это событие и предлагает Виле собрать своих друзей и пригласить на праздник свою девушку, которой у него нет. Виля обращается к случайной знакомой Оле с просьбой сыграть роль его девушки на мероприятии. Их недолгое общение приводит к интимной близости и пониманию неопределённости дальнейших отношений.
В город возвращается Ася Веденеева, бывшая выпускница школы, тайно влюблённая в своего учителя литературы Ларикова. Ася, ныне студентка медицинского института, вышла замуж за скучного меркантильного человека — закройщика Ганина. Она хочет поздравить Ларикова с днём рождения, купив ему дорогой подарок, но учитель остаётся равнодушен к её чувствам. Отплыв на надувной лодке подальше от берега, Ася пытается утопиться, случайно оказавшийся на спасательной станции Виля вытаскивает её на берег. Ася исповедуется бывшему однокласснику и сообщает ему, что ждет ребенка. Герои чувствуют духовное единение. Ганин устраивает Ларикову сцену ревности, угрожая ружьём, но пасует перед его хладнокровием, понимая, что обвинения в его адрес безосновательны.
В итоге на пристани, откуда Виля отправляется к месту службы, его провожают сразу две девушки: спасённая Ася и соблазнённая Оля.

## В ролях
- Татьяна Друбич — Ася Веденеева
- Василий Мищенко — Виля Тишин
- Сергей Шакуров — Лариков
- Ольга Белявская — Оля
- Вячеслав Кононенко — Ганин
- Александр Кайдановский — Вараксин
- Сергей Хлебников — Бадейкин
- Валерий Левушкин — Паша
- Галина Петрова — Лика
- Екатерина Васильева — Клара
- Наталия Орлова — мать Вили
- Анатолий Малашкин — фокусник
- Валентина Ушакова — мать Ганина
- Александр Самулекин — сотрудник военкомата
- Андрей Халявин — кинооператор

## Съёмочная группа
- Автор сценария и режиссёр: Сергей Соловьёв
- Оператор: Павел Лебешев
- Художники: Александр Бойм, Александр Самулекин
- Композитор: Исаак Шварц
- Дирижёр: Эмин Хачатурян

## Награды
- 1980 — Венецианский кинофестиваль — Special Jury Citation (Сергей Соловьёв)

## Оценки фильма
Многие критики оценивали фильм как часть кинотрилогии, включающей «Сто дней после детства» и «Наследница по прямой».
Кинокритик Р. Н. Юренев написал, что режиссёр С. Соловьёв «не оспаривает свою мысль о воспитании духовности, а вновь доказывает её, идя от обратного». Он оценил картину следующим образом: «У Соловьёва фильм получился не назидательный, не благополучный, а взывающий к чувствам, тревожащий».
Критик Лев Аннинский назвал фильм интересным и необычным. Он указал, что «фильм „Спасатель“ интересен тем, что его авторы всматриваются в душу молодого человека, порождённого принципиально новой ситуацией; эту ситуацию можно назвать оскудением традиционной интеллигентности».
Киновед А. И. Липков отметил, что в фильме «показан нравственный конфликт почти неразрешимой сложности, в сплетении жизненных правд многих героев, за каждым из которых читалась правда характера, правда жизни».